# Gegitterte Crenella
Die Gegitterte Crenella (Crenella decussata) ist eine Muschel-Art aus der Familie der Miesmuscheln (Mytilidae). 

## Merkmale
Die vergleichsweise kleinen Gehäuse sind im Umriss quer-eiförmig. Sie messen 1,5 bis 3 Millimeter in der Länge und 1,4 Millimeter in der Breite. Der Wirbel überragt das Vorderende. Die Oberfläche weist ca. 50 radiale Rippen auf, die mit den konzentrischen Streifen (ca. 40) ein gitterförmiges Muster bilden. Die radialen Rippen spalten sich am Gehäuserand auf, der Gehäuserand ist gekerbt. Die Außenskulptur prägt sich auf die Innenseite durch. Der Schlossrand ist breit und quergestreift. Das Ligament ist eingesenkt, der Fuß verdickt. Die Schale ist fest und cremeweiß, und mit einem hell- bis dunkelbraunem Periostracum überzogen. 
Das nahezu equilaterale Larvalgehäuse ist D-förmig mit einem geraden Dorsalrand und einem fast halbkreisförmigen Ventralrand; lediglich das Vorderende ist geringfügig stumpfer. Die Metamorphose findet bei einer Gehäuselänge von 190 bis 200 µm Länge statt. Es sind noch keine Wirbel ausgebildet. Die Außenseite ist fein granuliert; es sind keine Anwachslinien sichtbar. Das sehr schmale Provinculum (= Vorstufe des eigentlichen Schlosses) trägt mehr vorne und hinten acht bis zehn Zähnchen; in der Mitte sind die Zähnchen sehr undeutlich. Das Ligament sitzt annähernd in der Mitte jedoch leicht zum Hinterende hin verschoben.

### Ähnliche Arten
Das auffallend D-förmige Larvalgehäuse der Gegitterten Crenella (Crenella decussata) ähnelt stark dem Larvalgehäuse von Septifer keenae und hat wenig Ähnlichkeit mit den Larvalgehäusen von Mytilus- und Modiolus-Arten, die eiförmig sind und sehr deutliche Wirbel haben.

## Geographische Verbreitung und Lebensweise
Crenella decussata ist im nördlichen Nordatlantik und im Nordpazifik verbreitet. Im Atlantik reicht das Verbreitungsgebiet von der Arktis bis Marokko und die Karibik, im Pazifik von der Arktis bis nach Japan. Im östlichen Atlantik dringt sie auch in Nord- und westliche Ostsee vor. 
Sie lebt eingegraben in den obersten Schichten von feinen oder schlickigen Sandböden. Sie lebt dort von etwa 4 Meter Wassertiefe bis etwa 200 Meter Wassertiefe. In der Nordsee wurde sie bis in knapp 70 m Wassertiefe gefunden, in der Ostsee von 20 bis 30 Meter. 

## Entwicklung
Die Weibchen legen im August die relativ dotterreichen Eier in Haufen ab. Das pelagische Stadium ist aufgrund der dotterreichen Entwicklung nur kurz, bevor die Jungmuschel zum Bodenleben übergeht.

## Taxonomie
Das Taxon wurde 1808 von George Montagu als Mytilus decussatus aufgestellt. Sie ist de facto Typusart der Gattung Crenella Brown, 1827, da deren formale Typusart Crenella elliptica Brown, 1827 ein jüngeres Synonym von Crenella decussata ist.

## Belege

## Anmerkung
1. ↑  Da das Gehäuse von manchen Autoren auch mit dem Wirbel nach oben orientiert wird, wird der Umriss auch als eiförmig und höher als breit beschrieben.